# Anne Calife
Pour les articles homonymes, voir Colmerauer.
 (août 2014).
Œuvres principales
- Meurs la faim (1999)
- Paul et le chat (2004)
- Conte d'Asphalte (2007)
- Et, le mail s'envole comme un oiseau (2008)
- Tant mieux si je tombe (2010)

Anne Calife, de son vrai nom Anne Colmerauer, est une femme de lettres française, née le 19 mai 1966 à Grenoble (Rhône-Alpes, Isère).
Ses livres traitent de sujets tels que la folie, l'exclusion, la destruction, l'addiction, mais toujours de façon poétique. Ces dernières années les créations d'Anne Calife s'orientent davantage vers une recherche sur l'esthétisme.

## Biographie
Anne Calife, fille d'Alain Colmerauer, partage sa vie entre Paris et Metz. Influencée par ses études de médecine, son écriture s’inspire du vivant. Elle a publié aux éditions Mercure de France, Galimard, Albin Michel, Editions Héloïse D’Ormesson, Balland.
Ses livres traitent de sujets tels que la maladie mentale, l'exclusion, la destruction, l'addiction, la prostitution mais toujours sous forme poétique et résiliente.
Elle se déclare synesthète.

## Œuvres
- Meurs la faim, roman, Gallimard, 1999, prix de la Ville de Sorgues[2]
- La déferlante, roman, Balland, 2003
- Paul et le chat, récit, Mercure de France, 2004, prix Fernand Méry de l’Académie Vétérinaire
- Fleur de peau, roman, Éditions Héloïse d’Ormesson 2006
- Tiktaalik, théâtre, sélectionné au palmarès du Centre National du Théâtre, 2006[3]
- Conte d’asphalte, roman, Albin Michel 2007, prix féminin de la Ville d’Hagondange[4]
- Et le mail s’envole comme un oiseau, récit, Éditions The Menthol House, 2008[5]
- Blanc ou la présence de la couleur, nouvelle, Revue Carnavalesques, Édition Aspect, 2009
- Miel, cannelle, anis, récit, Les Plus Beaux Noëls d’Alsace, Éditions Place Stanislas, 2009
- Meurs la faim, roman, réédition version intégrale, Éditions The Menthol House, 2010[2]
- 'Parfum de voyage, théâtre, Compagnie Urgence, 2010
- Mmmh libido, théâtre interactif, 2010
- Paul et le chat, récit, réédition, Éditions The Menthol House, 2010[6]
- Tant mieux si je tombe, roman, Éditions The Menthol House, 2012[7]
- C'est combien ?, roman, Éditions The Menthol House, 2019[8]
- D’autres itinéraires de soi, roman, Éditions The Menthol House, 2021